# セリーヌ・ボネ
- セリーヌ・ボネット

セリーヌ・ボネ（Céline Bonnet, 1976年2月2日 - ）は、フランス・ブーシュ＝デュ＝ローヌ県マルセイユ出身の元女子競泳選手。
現役時代は個人メドレー及び背泳ぎを専門とし、15歳でフランス記録を樹立、16歳で1992年バルセロナオリンピックに出場した。オリンピックの出場はこのバルセロナ大会のみで、最高成績は200m個人メドレーと4×100mメドレーリレーの14位。その他の国際大会の実績は、1991年ヨーロッパ選手権の400m個人メドレーで決勝進出、1991年地中海競技大会の200m・400m個人メドレーでそれぞれ金メダルと銀メダル獲得など。フランスチャンピオンのタイトルは背泳ぎとメドレー種目で11回獲得した。
現在（2024年）はエールフランスの客室乗務員として働いている。

## 家族
夫のグザヴィエ・マルシャン、息子で長男のレオン・マルシャンも競泳オリンピアン。息子で次男のオスカーもトゥールーズの水泳クラブで泳いでいたが、トレーニングが好きではなかったためバスケットボールを選んだ。

## 主要国際大会の成績
世界水泳連盟のウェブサイトなど参照
| 年           | 大会             | 場所                   | 種目                 | 結果         | 記録         | 泳順         | 備考         |
| フランス代表 | フランス代表     | フランス代表           | フランス代表         | フランス代表 | フランス代表 | フランス代表 | フランス代表 |
| ------------ | ---------------- | ---------------------- | -------------------- | ------------ | ------------ | ------------ | ------------ |
| 1991         | 地中海競技大会   | アテネ                 | 200m個人メドレー     | 金メダル     | 2分19秒35    |              |              |
| 1991         | 地中海競技大会   | アテネ                 | 400m個人メドレー     | 銀メダル     | 4分55秒40    |              |              |
| 1991         | 地中海競技大会   | アテネ                 | 4x100mメドレーリレー | 銅メダル     | 4分23秒05    | 1泳          |              |
| 1991         | ヨーロッパ選手権 | アテネ                 | 400m個人メドレー     | 決勝失格     | DSQ          |              |              |
| 1992         | オリンピック     | バルセロナ             | 100m背泳ぎ           | 予選32位     | 1分05秒75    |              |              |
| 1992         | オリンピック     | バルセロナ             | 200m個人メドレー     | B決勝6位     | 2分19秒14    |              |              |
| 1992         | オリンピック     | バルセロナ             | 400m個人メドレー     | 予選19位     | 4分54秒70    |              |              |
| 1992         | オリンピック     | バルセロナ             | 4x100mメドレーリレー | 予選14位     | 4分21秒19    | 1泳          |              |
| 1993         | 地中海競技大会   | ラングドック＝ルシヨン | 200m個人メドレー     | 銅メダル     | 2分01秒07    |              |              |
| 1993         | 地中海競技大会   | ラングドック＝ルシヨン | 400m個人メドレー     | 銅メダル     | 4分59秒36    |              |              |
| 1993         | ヨーロッパ選手権 | シェフィールド         | 200m個人メドレー     | 予選18位     | 2分22秒57    |              |              |

## 樹立したフランス記録
フランス水泳連盟のウェブサイト参照
| 水路   | 種目               | 記録      | 泳順 | 日付           | 場所                     |
| ------ | ------------------ | --------- | ---- | -------------- | ------------------------ |
| 短水路 | 200m個人メドレー   | 2分13秒80 |      | 1991年12月22日 | ブローニュ＝ビヤンクール |
| 長水路 | 200m個人メドレー   | 2分17秒99 |      | 1991年12月28日 | ボルドー                 |
| 短水路 | 400m個人メドレー   | 4分47秒74 |      | 1992年1月29日  | ミラノ                   |
| 短水路 | 4x100mフリーリレー | 3分51秒25 | 2泳  | 1992年12月30日 | ミラノ                   |
| 短水路 | 100m背泳ぎ         | 1分03秒44 |      | 1993年12月18日 | ブローニュ＝ビヤンクール |
| 短水路 | 100m個人メドレー   | 1分03秒82 |      | 1994年3月27日  | パリ                     |